# Poa magadanensis
Poa magadanensis là một loài thực vật có hoa trong họ Hòa thảo. Loài này được Prob. miêu tả khoa học đầu tiên năm 1984.